# Ceraticelus limnologicus
Ceraticelus limnologicus là một loài nhện trong họ Linyphiidae.
Loài này thuộc chi Ceraticelus. Ceraticelus limnologicus được Crosby & Bishop miêu tả năm 1925.